# سكوت فيشر (منتج أفلام)
سكوت فيشر (بالإنجليزية: Scott Fischer)‏ هو منتج أفلام أمريكي، ولد في 1 مايو 1966م في لويفيل في الولايات المتحدة.

## السيرة الذاتية
فيشر هو رئيس شركة Firstar Films، وهي شركة إنتاج أفلام مقرها لوس أنجلوس. ويعود له الفضل في إنتاج أفلام مثل جريمة هنري (2010)، والأخوة (2009)، وجيت لو (2009)، والمهرب المثالي (2009)، والمملكة المحرمة (2008)، ووظيفة البنك (2008)، ومعركة في سياتل (2007).

## الحياة الشخصية
لدى فيشر ابنتان هما؛ أليكسيس (ليكسي) وجاكلين (جادي).